# Palakkodu
Palakkodu là một thị xã panchayat của quận Dharmapuri thuộc bang Tamil Nadu, Ấn Độ.

## Địa lý
Palakkodu có vị trí 12°18′B 78°05′Đ / 12,3°B 78,08°Đ Nó có độ cao trung bình là 533 mét (1748 feet).

## Nhân khẩu
Theo điều tra dân số năm 2001 của Ấn Độ, Palakkodu có dân số 18.614 người. Phái nam chiếm 51% tổng số dân và phái nữ chiếm 49%. Palakkodu có tỷ lệ 64% biết đọc biết viết, cao hơn tỷ lệ trung bình toàn quốc là 59,5%: tỷ lệ cho phái nam là 70%, và tỷ lệ cho phái nữ là 57%. Tại Palakkodu, 12% dân số nhỏ hơn 6 tuổi.